# 三角錐

三角錐

三角錐（さんかくすい、英語: triangular pyramid、trigonal pyramid）や四面体（しめんたい、よんめんたい、英語: tetrahedron）とは、垂直断面に三角形を持つ錐体のことである。辺6本、頂点4つからなる。面の数は立体に於ける最小限界の4つであることから四面体とも呼ぶ。三角錐は、最小の頂点数で構成することができる立体であると表現することもできる。
幾何学において、角錐の側面は全て三角形であるが、この場合は底面も三角形であるから、三角錐は全ての面が三角形である立体である。

## 正三角錐
底面が正三角形である場合、正三角錐（せいさんかくすい、regular triangular pyramid）という。

## 正四面体
底面だけでなく全ての面が正三角形であるような三角錐を、正四面体（せいしめんたい、せいよんめんたい、regular tetrahedron）という。全ての辺の長さが等しい。正四面体は、デルタ多面体の一種である。

## 多面体分割
面積の等しい三角形と四角形は、適当に多角形に有限回分割することによって合同にすることができるが、三角錐と四角錐は、たとえ体積が等しくとも多面体に分割して合同にすることは無理である。これは、ボヤイの定理が 3 次元空間では一般に成立しないことを示す。こうして 3 次元空間に於けるボヤイの定理（それはヒルベルトの第三の問題でもあった）が否定的に解かれた。ただし、分割の仕方を多面体に限らなければ体積が等しくなくても有界な図形は合同にすることができる（バナッハ＝タルスキーのパラドックス）。

## 体積
三角錐の体積は
{\displaystyle V={\frac {1}{3}}A_{0}\,h\,}
である。{\displaystyle A_{0}} が底面の面積、{\displaystyle h} が高さである。
頂点が a = (a1, a2, a3),
b = (b1, b2, b3),
c = (c1, c2, c3), 
d = (d1, d2, d3) の場合、体積は
{\displaystyle V={\frac {|\det(\mathbf {a} -\mathbf {d} ,\mathbf {b} -\mathbf {d} ,\mathbf {c} -\mathbf {d} )|}{6}}}
{\displaystyle V={\frac {|(\mathbf {a} -\mathbf {d} )\cdot ((\mathbf {b} -\mathbf {d} )\times (\mathbf {c} -\mathbf {d} ))|}{6}}}
である。

## 一般次元への拡張
一般次元ユークリッド空間 Rn にも、最小の頂点で構成できる立体は存在する。そのような立体を総称して単体と言う。n 次元空間の単体は n+1 個の頂点を持つ。